# Olpium philippinum
Olpium philippinum är en spindeldjursart som beskrevs av Beier 1967. Olpium philippinum ingår i släktet Olpium och familjen Olpiidae. Inga underarter finns listade i Catalogue of Life.